# Porcellio nicklesi
Porcellio nicklesi es una especie de crustáceo isópodo terrestre de la familia Porcellionidae.

## Distribución geográfica
Son endémicos del este de la España peninsular.